# Országos Földhitelintézet
Országos Földhitelintézet az 1936. évi XIV. törvénycikk  értelmében az 1879-ben alapított Kisbirtokos Országos Földhitelintézete és az 1911-ben alapított Magyar Földhitelintézetek Országos Szövetsége egyesüléséből jött létre. Állami felügyelet mellett intézte a telepítést, parcellázást, a vitézi telkek kijelölését és kiosztását, illetve nyújtott jelzálogkölcsönt. Kolozsvárott és Újvidéken létesültek fiókjai.
A második világháború alatt az 1942. évi XV. törvénycikk  alapján megbízták a zsidó mezőgazdasági ingatlanok átmeneti hasznosításával. Ezen kívül átvette a belgrádi Privilegovana Agrarna Banca magyarországi vagyonának kezelését is.
1947 decemberében a Földhitelintézetet egyesítették az Országos Központi Hitelszövetkezettel, a kettőből megalakították az Országos Szövetkezeti Hitelintézetet.

## Elnökei
- 1884–1928 Dessewffy Aurél[5]
- Reményi-Schneller Lajos
- Ivády Béla
- 1945–1949 Farkas Ferenc